# Poslední stránky z deníku jedné ženy
Poslední stránky z deníku jedné ženy (rusky Последние страницы из дневника женщины) je povídka ruského spisovatele Valerije Jakovleviče Brjusova, zveřejněná poprvé roku 1910 v časopise Russkaja mysl (rusky Русская мысль) a jež se později stala součástí knihy Noci a dny: Druhá kniha povídek a dramatických scén.

## Děj
Manžel hrdinky celé povídky a autorky deníku je ve své pracovně nalezen mrtvý a pravděpodobně byl zavražděn. Hrdinka se snaží žít, jakoby k tragické události nedošlo, nadále střídá své dva milence, ale vdovství a svoboda komplikují jejich vztahy. Jeden z milenců se přizná k vraždě jejího manžela, druhý páchá sebevraždu, protože se nechce o svou milovanou ženu dělit. Na konci povídky odjíždí vyčerpaná hrdinka společně se svou sestrou a milenkou v jedné osobě na jih Francie.

## Postavy
- Natalja Glebovna (Nathalie) – hlavní hrdinka povídky, mladá žena, je vypravěčkou příběhu
- Viktor Valerianovič – manžel Nathalie, 15. září byl ve své pracovně zavražděn
- Modest Nikandrovič Ileckij – umělec a milenec Nathalie
- Voloďa – student a milenec Nathalie
- Maman – matka Nathalie, nejvíce ji zajímá sociální status dcery a její materiální zabezpečení
- Lidočka – osmnáctiletá sestra Nathalie, je do své sestry zamilovaná
- Chmyljov – vyděrač

## Kritika díla
Dílo vzbudilo mnoho kritických ohlasů. A. Zakrževskij o hlavní hrdince napsal: "V tomto díle se podařilo Brjusovovi proniknout do svatyně svatých, kterou zná jenom žena. Jeho psychologická analýza mu v této povídce napomohla vykreslit ucelený, jasný a živý obraz ženy, který se v literatuře již dlouho neobjevil." Naopak E. Koltonovskaja usoudila, že obraz hlavní hrdinky je umělý a rozporuplný, a že její charakteristický klid pramení z toho, že jí Brjusov obdařil vlastní (mužskou) psychikou. O stejném zosobnění autora v postavě hlavní hrdinky se zmínil i Konstantin Balmont: "Ach trápím se, trápím, Kam se poděl Brjusov? Nebo už není mezi námi?"
I. Alexandrovskij spatřoval souvislost syžetu povídky s případem ženy jménem Marie Nikolajevna Tarnovská, jejíž manžel si pojistil život ve prospěch své manželky a nakonec byl zavražděn jejím milencem, mládencem Naumovem. K vraždě ho údajně podnítila sama Tarnovská společně se svým druhým milencem, právníkem Donatem Prilukovem. Sám Brjusov ale mezi povídkou a tímto případem žádné souvislosti neviděl.
Další kritici si všímali toho, že se v povídce snoubí „klasická strohost jazyka, dovednostní distribuce narativního materiálu a poutavost fabule“, že se v povídce „projevuje Brjusovovo umění pomocí čistých tahů vykreslit zajímavé koncepce“ a také si povšimli „dokonalosti literární formy, množství detailů, které jsou zvoleny tak, aby upoutaly pozornost čtenáře, a ostrého jazyka. Jedná se o realismus v tom nejlepším slova smyslu.“

## České vydání
- Valerij Jakovlevič Brjusov. Poslední stránky z deníku jedné ženy. Překlad Marcela Pittermannová. Praha: Volvox Globator, 1996. 76 s. ISBN 80-85769-73-5.

## Filmové zpracování
V roce 1990 novelu zfilmoval Vasilij Panin pod názvem Zamiluju se, když se mi zachce (Захочу — полюблю), v roli Nathalie se objevila Vera Sotnikovová. Další adaptace následovala o čtyři roky později v rusko-francouzsko-italské koprodukci, film Confidences à un inconnu režíroval Georges Bardawil, v hlavní roli Sandrine Bonnaire a William Hurt.